# Getögat
Getögat är en sjö i Sandvikens kommun i Gästrikland och ingår i Gavleåns huvudavrinningsområde. Sjön är 4,5 meter djup, har en yta på 0,01 kvadratkilometer och är belägen 135 meter över havet.